# هذا أيضا سيمضي
هذا أيضًا سيمضي (بالفارسية: این نیز بگذرد، "īn nīz bogzarad")، بالحروف اللاتينية : نوز بوغزاراد ) هي حكمة فارسية تُرجمت واستُخدمت في عدة لغات. إنها تعكس الطبيعة المؤقتة، أو الزوال، للحالة البشرية - أن اللحظات السيئة والجيدة في الحياة لا تدوم إلى الأبد غالبًا ما يتم التعبير عن المشاعر العامة في أدب الحكمة عبر التاريخ وعبر الثقافات ، ولكن يبدو أن العبارة المحددة قد نشأت في كتابات شعراء الصوفيين الفارسيين في العصور الوسطى .
وهي معروفة في العالم الغربي بشكل أساسي بسبب رواية القرن التاسع عشر لخرافة فارسية للشاعر الإنجليزي إدوارد فيتزجيرالد :

ختم سليمان.
طلب السلطان من سليمان شعار الخاتم ، الذي يجب أن يكون جيدًا للشدائد أو الرخاء. أعطاه سليمان ،
"هذا أيضا يجب أن يمر."

كما تم استخدامه بشكل ملحوظ في خطاب ألقاه أبراهام لنكولن قبل أن يصبح الرئيس السادس عشر للولايات المتحدة.